# كارل ليتشي
كارل ليتشي (مواليد 27 أبريل 1912 - الوفاة 18 مارس 1999) كان دراج سويسري في صنف سباق الدراجات على الطريق.

## سباقات أو مراحل فاز بها
- طواف فرنسا
- طواف سويسرا

## روابط خارجية
- كارل ليتشي على موقع أرشيف الدراجات (الإنجليزية)
- كارل ليتشي على موقع إحصائيات الدراجات الإحترافية (الإنجليزية)
- كارل ليتشي على موقع CycleBase (الإنجليزية)